# Соединённые Штаты против Альберта Рабиновица
Соединённые Штаты против Альберта Рабиновица, 339 US 56 (1950), — дело, рассмотренное Верховным судом США, по которому суд постановил, что обыски, проведённые без ордера сразу после ареста, являются конституционными. Это решение отменило решение по делу Трупиано против США (1948), в соответствии с которым такие обыски были запрещены.

## Обстоятельства дела
Альберт Дж. Рабиновиц был арестован в своём офисе 16 февраля 1943 года за продажу поддельных почтовых марок США внедрённому федеральному сотруднику. Затем федеральные агенты провели в офисе полуторачасовой обыск без ордера, обнаружив ещё 573 поддельные марки. Рабиновиц безуспешно ходатайствовал об исключении этих доказательств из дела на последовавшем судебном процессе, но ходатайство было отклонено. Он был осуждён, но суд апелляционной инстанции отменил приговор и постановил, что были нарушены его права согласно Четвёртой поправке.

## Мнение суда
Верховный суд США отменил решение Апелляционного суда 5 голосами против 3. Излагая мнение большинства состава суда, судья Шерман Минтон писал, что только «необоснованные» обыски запрещены в соответствии с Четвёртой поправкой: обыск в офисе подозреваемого фальсификатора на месте его законного ареста признан обоснованным.